# Eliana Barrios Fuentes
Eliana Barrios Fuentes (Santiago de Chile), es una investigadora chilena, especializada en lingüística aplicaday ciencias sociales. Sus investigaciones principales se han desarrollado en torno a la educación y el impacto social de las políticas públicas tanto en la identidad del profesorado, como en las instituciones educativas y en la sociedad. En lingüística aplicada ha desarrollado una línea de investigación en relación con la metodología de enseñanza de idiomas y la importancia de una educación intercultural.

## Biografía

### Educación
En 1980 obtuvo su título de profesora de inglés en la Universidad Católica. En 1998 obtuvo la licenciatura en Antropología Social y Cultural de la Universidad Austral de Chile.
Llevó a cabo sus estudios de posgrado en la Universidad de Zaragoza, España, donde recibió el Diploma de Estudios Avanzados en 2001 y en el 2016 recibe el grado de Doctor en Educación y Antropología luego de la defensa de la tesis “Cambios y reformas en la educación chilena: la perspectiva de los maestros desde una mirada etnográfica”.

### Carrera académica
Se ha desempeñado en universidades en Chile. Destacando su trabajo en la Universidad de Los Lagos, en la formación de profesoras/es y en Educación Social, al igual que en la Universidad Católica de Temuco y en la Universidad Católica Silva Henríquez de Santiago.
Sus investigaciones se centran en el ámbito de la educación y las políticas públicas asociadas al tema. Ha investigado también en lingüística aplicada, centrándose en la metodología con la cual se enseñan los idiomas y la importancia con la educación intercultural.

## Reconocimientos y distinciones
- Investigadora destacada en la categoría “trayectoria” (2022). Red de Investigadoras de Chile.[6]

## Publicaciones
Nota: Esta es una lista de los trabajos científicos más citados de la investigadora; para revisar el listado completo, revise el perfil de la investigadora en Google Scholar.
- Barrios Fuentes, Eliana (2021). «Perspectiva de los académicos venezolanos respecto de los rankings universitarios». Interciencia.
- Barrios Fuentes, Eliana (2023). «A cincuenta años del golpe de Estado: la transformación identitaria del profesorado secundario.». Revista de Historia y Geografía.
- Barrios Fuentes, Eliana (2022). «El estudio etnográfico y la teoría de la complejidad: levantando barreras para un enfoque epistemológico diferente en la investigación educativa.». A cien años de Edgar Morin.